# گمینا پرودنگک
گمینا پرودنگک (به لهستانی:  Gmina Prudnik) یک گمینا در لهستان است که در شهرستان پرودنگک واقع شده‌است. گمینا پرودنگک ۱۲۲٫۱۳ کیلومتر مربع مساحت و ۲۹٬۵۰۶ نفر جمعیت دارد.

## خواهرخوانده
شهرهای نورتهایم، کرنو و سان جیوستینو خواهرخوانده‌های گمینا پرودنگک هستند.